# 科洛內什蒂鄉 (巴克烏縣)
46°35′32″N 27°17′02″E / 46.5921°N 27.2839°E
科洛內什蒂鄉（羅馬尼亞語：Comuna Colonești, Bacău），是羅馬尼亞的鄉份，位於該國東北部，由巴克烏縣負責管轄，面積45平方公里，海拔高度261米，2007年人口2,229，人口密度每平方公里50人。
科洛内什蒂乡下辖多个村庄，包括科洛内什蒂（Colonești）、博尔德什蒂（Bălășești）、博尔德什蒂-斯科尔内什蒂（Bălășești-Scornicești）等。该地区主要以农业为主，居民以东正教徒为主。
科洛内什蒂乡的历史可以追溯到中世纪，至今仍保留着许多传统的建筑和文化遗产。该地区的自然景观优美，适合进行乡村旅游和生态旅游活动。